# Шайдуров, Сергей Афанасьевич
Серге́й Афана́сьевич Шайду́ров (26 июня 1926, село Шилкинский завод, Усть-Карский район, Читинская область — 2 декабря 1998, Москва) — советский партийный, государственный деятель, первый секретарь Магаданского обкома КПСС (1968—1978). Член ВКП(б)—КПСС с 1952 года.

## Биография
В 1948 году окончил Иркутский горно-металлургический институт и был направлен на работу инженером по разработке рудных и россыпных месторождений в Магаданскую область.
До 1956 года работал на приисках «Геологический» и «Пятилетка» Ягоднинского горнопромышленного управления инженером, старшим инженером, начальником производственно-технической части, главным инженером, начальником предприятия.
В 1956 году выдвинут на партийную работу — заведующим промышленно-транспортным отделом Ягоднинского райкома КПСС.
В 1958 году направлен на учёбу в Высшую партийную школу при ЦК КПСС, по окончании которой в 1960 году работал инструктором Магаданского обкома КПСС, первым секретарём Ягоднинского райкома партии.
В 1961 году избран вторым секретарём Магаданского обкома КПСС, курировал горную промышленность Колымы и Чукотки. Одновременно с июля 1962 года возглавлял областной экономический совет.
2 февраля 1968 года на VIII пленуме Магаданского обкома КПСС избран первым секретарем Магаданского обкома партии. При С. А. Шайдурове Магаданская область пережила экономический подъём. В годы его руководства Магаданскому обкому выпала сложная задача доказать перспективность области как края с большими запасами полезных ископаемых, постоянно перевооружать техническими новинками горную промышленность в целях выполнения и перевыполнения планов золотодобычи. В эти годы появились новые прииски на Колыме и Чукотке, были образованы новые горно-обогатительные комбинаты — Комсомольский, Билибинский, Полярнинский, построена Билибинская атомная электростанция, сооружалась Колымская ГЭС, интенсивно развивалась строительная индустрия, сельское хозяйство, большое внимание уделялось прогрессу науки. Магаданская область неоднократно награждалась переходящими Красными знаменами за победу во Всесоюзном и Всероссийском социалистическом соревновании.
С. А. Шайдуров избирался депутатом Верховных Советов РСФСР и СССР (8-го и 9-го созывов), делегатом XXIII, XXIV и XXV съездов партии; в период с 9 апреля 1971 года по 23 февраля 1981 года являлся кандидатом в члены ЦК КПСС.
Тем не менее, по информационному сообщению органа Магаданского обкома КПСС и Магаданского облисполкома — газеты «Магаданская правда», «26 декабря 1978 года состоялся пленум Магаданского обкома КПСС, рассмотревший организационные вопросы. За неудовлетворительную работу по руководству областной партийной организацией пленум освободил С. А. Шайдурова от обязанностей первого секретаря и члена бюро Магаданского обкома КПСС».
После освобождения от должности С. А. Шайдуров уехал в Москву, где работал заместителем министра геологии РСФСР, затем — в Управлении администрации Президента РФ.
Автор книги «Берег двух океанов» (1975).
Скончался в Москве в 1998 году.

## Государственные награды
В 1951 году награждён значком «Отличнику Дальстроевцу».
За большой вклад в развитие минерально-сырьевой базы Российской Федерации отмечен знаком Министерства геологии СССР «Почётный разведчик недр».
Награждён орденами Ленина (1976), Октябрьской Революции (1971), Трудового Красного Знамени (1966, 1973), пятью медалями.